# Огибалов, Пётр Матвеевич
Пётр Матве́евич Огиба́лов (10 июля 1907, Тургайская область — 22 октября 1991, Москва) — советский учёный-механик и педагог. Доктор физико-математических наук, профессор.

## Биография
Родился в крестьянской семье, трудовую деятельность начал с 13 лет. В 1924—1929 годах — на выборной работе в комсомоле, организатор пионерского движения в г. Кустанае. Участник проведения коллективизации. Член ВКП(б) с 1927 года.
В 1931 году поступил на отделение механики естественного цикла (бывшего физико-математического факультета) МГУ. Во время учебы подрабатывал, в том числе снимаясь в массовках немого кино.
В 1937 году с отличием окончил механико-математический факультет МГУ. Начал преподавать в МГУ, ассистент. В 1940 году защитил кандидатскую диссертацию по физико-математическим наукам.
С началом Великой Отечественной войны добровольцем ушёл в Красную Армию. Получил направление в Военно-политическую академию им. В. И. Ленина, которую окончил в 1942 году. В январе 1943 года отбыл на фронт.
В составе Южной группы войск участвовал в освобождении Югославии, в сентябре 1944 года участвовал в операции по эвакуации Иосипа Броз Тито с острова Вис.
В 1948 году проявил личное мужество, отказавшись сдать награды ФНРЮ.
В 1946 году вернулся в МГУ и продолжил педагогическую и научную работу. В 1950 году защитил докторскую диссертацию; с 1951 года — профессор кафедры теории упругости механико-математического факультета МГУ.
В 1959—1962 годах — секретарь парткома МГУ.
В 1969—1977 годах — декан механико-математического факультета МГУ.
Скончался в Москве 22 октября 1991 года. Похоронен на Калитниковском кладбище (участок 1).

## Научные интересы
Научные работы посвящены решению важных проблем теории упругости и пластичности, вязкоупругости и вязкопластичности, поведению материалов и конструкций при действии на них высоких давлений, температур, проникающих облучений и т. п. С его участием разработано и введено в действие несколько испытательных установок и приборов. В последние годы жизни область научных интересов П. М. Огибалова была связана с нелокальной теорией структурированных сред.
Более двадцати лет работал в Высшей аттестационной комиссии членом, председатель Экспертной комиссии по механике ВАК СССР, член президиума секции математики, механики и астрономии Научно-технического совета Министерства высшего и среднего специального образования СССР.
Член Национального комитета по теоретической и прикладной механике СССР. Сотрудничал в редколлегии журнала «Механика композитных материалов». Один из создателей Института механики МГУ, принимал активное участие в создании лабораторий прочностного цикла.
Последние годы своей жизни Пётр Матвеевич был профессором кафедры механики композитов механико-математического факультета МГУ.
Подготовил 20 докторов и 30 кандидатов наук.
Является автором более 160 научных работ, в том числе 17 монографий и 10 учебников и учебных пособий.
Член правления Советско-финского общества дружбы.

## Общественная деятельность
Согласно воспоминаниям В. А. Успенского, Огибалов был ответственным за недопущение поступления на мехмат МГУ абитуриентов еврейского происхождения

## Награды
Заслуженный деятель науки и техники РСФСР (1967).
Награждён орденом «За заслуги перед народом 1-й степени» (Югославия, 1945), орденами Ленина (1946), Красной Звезды (1944), Отечественной войны 2-й степени, Октябрьской революции (1971), Трудового Красного Знамени (1977), медалями «За освобождение Белграда» (1946), «За победу над Германией в Великой Отечественной войне» (1945), «За взятие Будапешта» (1946), «За трудовую доблесть», «За доблестный труд. В ознаменование 100-летия со дня рождения Владимира Ильича Ленина», «Ветеран труда» и другими.

## Семья
Первая жена — Анастасия Дмитриевна Мажникова (1905—1982);
Вторая жена — Ирина Михайловна Тюнеева (1920—2005) — преподаватель механико-математического факультета МГУ
Дочь — Огибалова Зоя Петровна (род. 1927);
Дочь — Огибалова (Хваль) Светлана Петровна (1943—2025), генеральный директор издательства «Славия» (Санкт-Петербург).